# 華盛頓瓦利 (新澤西州)
華盛頓瓦利（英語：Washington Valley）是位於美國新澤西州摩里斯縣的非建制地區。

## 地理
華盛頓瓦利所處的海拔為高於海平面113米（即371英呎），而該地所採用的時區為UTC-5，即北美东部时区（EST）。同時該地設有夏令時間，為UTC-5調快一小時，即UTC-4（EDT）。